# Orchis penzigiana
Orchis penzigiana là một loài thực vật có hoa trong họ Lan. Loài này được A.Camus mô tả khoa học đầu tiên năm 1928.